# Tsunku
Mitsuo Terada (寺田光男, Terada Mitsuo) mieux connu sous le nom de Tsunku (つんく, Tsunku) ou Tsunku♂ (つんく♂, Tsunku♂), est un producteur, compositeur et chanteur de J-pop né le 29 octobre 1968 à Osaka, Japon. Il est célèbre en tant que créateur-producteur-compositeur du Hello! Project regroupant des dizaines de jeunes chanteuses-idoles japonaises en solo ou en groupes, dont Morning Musume et Aya Matsuura.
Il a par ailleurs aidé à la composition des musiques de la série vidéoludique Rhythm Paradise sortie sur Game Boy Advance, Nintendo DS, Wii et Nintendo 3DS.

## Biographie
Il débute en tant que chanteur du groupe pop Sharan Q (1988-2001) avant de se lancer en 1997 dans la production d'autres artistes après avoir créé un peu par hasard à la suite d'un concours de chant télévisé le groupe Morning Musume, dont il compose tous les tubes et qui fait sa fortune. Il sort aussi quelques singles solos, et des albums où il reprend des chansons des Beatles ou d'artistes pour qui il a composé.  En octobre 2006, il crée un nouveau label musical, TNX, avec lequel il produit de nouvelles idoles, en parallèle au Hello! Project, et toujours avec Up-Front Group. Il y crée en 2007 un projet similaire au H!P, le Nice Girl Project!.
Il épouse un ancien mannequin en 2006, qui lui donne des jumeaux, un garçon et une fille le 30 avril 2008 et une fille le 16 mars 2011.
En 2015, Tsunku♂ annonce avoir perdu sa voix après l’ablation de ses cordes vocales à la suite d'un cancer du larynx. Cette nouvelle est révélée par lui-même au cours de la cérémonie de rentrée de l’Université Kinki le 4 avril. Étant désormais incapable de parler, son message pour les étudiants est apparu sur un écran derrière lui. Invité de cette cérémonie, il a joué de la guitare aux côtés du groupe Kindai Girls sur scène. Tsunku annonce cependant continuer ses activités en tant que producteur, compositeur et parolier pour le Hello! Project et commencer une nouvelle vie. Son cancer ayant persisté malgré les traitements médicaux, il a donc choisi de « perdre sa voix pour avoir une chance de continuer à vivre ».
Il révèle en septembre 2015 s'être retiré du poste de directeur et producteur du Hello! Project en octobre 2014, la persistance de sa maladie le poussant à réduire ses activités dans le show-business, tout en continuant à écrire quelques titres pour ses anciens artistes.

## Discographie solo

### Albums
1. 6 décembre 2000 : A Hard Day's Night
2. 18 février 2004 : TAKE 1
3. 13 juillet 2005 : Type2 (タイプ２?)
4. 28 juin 2006 : V3~Seishun Cover~ (V3～青春カバー～?)

### Singles
1. 3 novembre 1999 : Touch me
2. 2 juin 2010 : Tsubasa (翼?)
3. 29 décembre 2011 : To You
4. 26 septembre 2012 : Shoppai ne (しょっぱいね?)

### Compilations
- "Sharan Q ~ Morning Musume" ~Tsunku 15 Years in Entertainment Commemoration Album~

(「シャ乱Q～モーニング娘。」～つんく♂芸能生活15周年記念アルバム～) - 2007-09-26 
- "Tsunku Best Work Collection" (つんく♂ベスト作品集) - 2007-12-05